# 그레이슨 러셀
그레이슨 러셀(Grayson Russell, 1998년 ~ )은 미국의 배우이다.

## 출연 작품
- 마더스 데이 (2016)
- 시즌 오브 미라클 (2013)
- 스페이스 워리어스 (2013)
- 윔피키드 3 (2012)
- 윔피 키드 (2010)
- 더 레인보우 트라이브 (2008)
- 텔라데가 나이트 : 리키 바비의 발라드 (2006)